# Émile Lepron
Émile Lepron est un rameur d'aviron français né le 31 août 1870 à Paris 2e et mort à Villenoy le 13 septembre 1905.

## Carrière
Émile Lepron est médaillé de bronze en skiff aux Championnats d'Europe d'aviron 1893 au lac d'Orta puis médaillé d'or en huit aux Championnats d'Europe d'aviron 1894 à Mâcon.
Il est notamment champion de France de skiff en 1890, 1892 et 1893, sept fois champion de la Marne, de 1888 à 1894, et champion de la Seine en 1889 et 1892, pour le Rowing-Club Paris.